# الدوري الباراغواياني لكرة القدم 1997
الدوري الباراغواياني لكرة القدم 1997 (بالإسبانية: Campeonato Paraguayo de Fútbol 1997)‏ هو الموسم 87 من الدوري الباراغواياني لكرة القدم. كان عدد الأندية المشاركة فيه 13، وفاز فيه أوليمبيا أسونسيون.